# Hessenpokal (Fußball) 2019/20
Der Hessenpokal 2019/20 war die 75. Austragung des Fußballpokalwettbewerbs der Männer. Das Turnier begann am 21. Juli 2019 und endete mit dem Endspiel, das aufgrund der COVID-19-Pandemie verspätet am 22. August 2020 ausgetragen wurde. Der offizielle Name lautete "Bitburger Hessenpokal", da der Pokal seit der Saison 2019/20 von der Bitburger Brauerei gesponsert wird.
Der Sieger des Hessenpokals nimmt in der Folgesaison am DFB-Pokal 2020/21 teil. Sollte sich der Sieger des Hessenpokals bereits über einen anderen Weg für den DFB-Pokal 2020/21 qualifiziert haben, geht das Startrecht auf den unterlegenen Finalgegner über.

## Teilnehmende Mannschaften
An der 1. Pokalrunde nahmen die 32 hessischen Kreispokalsieger der Saison 2018/19 teil.
Für das Achtelfinale waren die hessischen Vertreter der Regionalliga Südwest 2018/19 (Kickers Offenbach, TSV Steinbach Haiger, TSV Stadtallendorf, FSV Frankfurt, SC Hessen Dreieich), der Meister der Lotto-Hessenliga 2018/19 (FC Gießen) sowie zwei Mannschaften als Sieger der Fairplay-Wertung aller Verbandsspielklassen 2018/19 (VfB Ginsheim, SG Waldsolms) gesetzt.

## 1. Runde
Die Spiele der 1. Runde fanden zwischen dem 21. und 31. Juli 2019 statt.
| Datum                 |                                  | Ergebnis              |                                   |
| --------------------- | -------------------------------- | --------------------- | --------------------------------- |
| 21.07.2019, 17:00 Uhr | Rot-Weiß Frankfurt (VL)          | 0:3                   | FC Eddersheim (OL)                |
| 23.07.2019, 18:00 Uhr | SV Steinbach (OL)                | 0:2                   | SG Barockstadt Fulda Lehnerz (OL) |
| 23.07.2019, 19:30 Uhr | SC Dortelweil (GL)               | 1:2                   | FC Bayern Alzenau (RL)            |
| 27.07.2019, 16:30 Uhr | SSC Juno Burg (GL)               | 2:1                   | FV Breidenbach (VL)               |
| 28.07.2019, 15:00 Uhr | 1. FC Schwalmstadt (GL)          | 3:4                   | SpVg Adler 1919 Weidenhausen (VL) |
| 28.07.2019, 15:00 Uhr | SG Festspielstadt Hersfeld (KOL) | 2:4                   | SG Freiensteinau 1947 (GL)        |
| 28.07.2019, 15:00 Uhr | FSV Hellas Schierstein (GL)      | 3:5                   | SF Friedrichsdorf (GL)            |
| 28.07.2019, 15:00 Uhr | SV Lörzenbach (KLA)              | 2:3                   | KSG Rai-Breitenbach (KOL)         |
| 28.07.2019, 17:00 Uhr | SG Orlen (KOL)                   | 0:2                   | TuS Dietkirchen (OL)              |
| 28.07.2019, 17:00 Uhr | FV Hellas Rüsselsheim (KOL)      | 3:8                   | SV Pars Neu-Isenburg (GL)         |
| 30.07.2019, 19:00 Uhr | SG Arheilgen (KOL)               | 0:0 n. V. (3:4 i. E.) | SC Hassia Dieburg (GL)            |
| 31.07.2019, 18:30 Uhr | SG Calden/Meimbressen (GL)       | 0:8                   | KSV Hessen Kassel (OL)            |
| 31.07.2019, 19:00 Uhr | VfB Marburg (VL)                 | 2:4                   | FSV 1926 Fernwald (OL)            |
| 31.07.2019, 19:00 Uhr | SV Hattendorf (KOL)              | 2:6                   | SC Waldgirmes (OL)                |
| 31.07.2019, 19:00 Uhr | FC Alemannia 1910 Gedern (KOL)   | 3:5                   | Hanauer SC 1960 (VL)              |
| 31.07.2019, 19:30 Uhr | FC Ederbergland (VL)             | 2:3                   | SC Willingen (VL)                 |

## 2. Runde
Die Spiele der 2. Runde fanden zwischen dem 14. und 28. August 2019 statt.
| Datum                 |                                   | Ergebnis |                                   |
| --------------------- | --------------------------------- | -------- | --------------------------------- |
| 14.08.2019, 18:30 Uhr | SSC Juno Burg (GL)                | 3:2      | FSV 1926 Fernwald (OL)            |
| 21.08.2019, 18:30 Uhr | SC Hassia Dieburg (GL)            | 0:8      | FC Eddersheim (OL)                |
| 27.08.2019, 19:00 Uhr | SG Freiensteinau 1947 (GL)        | 0:4      | FC Bayern Alzenau (RL)            |
| 27.08.2019, 19:30 Uhr | SC Willingen (VL)                 | 2:3      | SG Barockstadt Fulda Lehnerz (OL) |
| 27.08.2019, 19:30 Uhr | TuS Dietkirchen (OL)              | 3:1      | SC Waldgirmes (OL)                |
| 28.08.2019, 19:30 Uhr | SpVg Adler 1919 Weidenhausen (VL) | 4:1      | KSV Hessen Kassel (OL)            |
| 28.08.2019, 19:30 Uhr | KSG Rai-Breitenbach (KOL)         | 2:3      | SV Pars Neu-Isenburg (GL)         |
| 28.08.2019, 20:15 Uhr | SF Friedrichsdorf (GL)            | 3:0      | Hanauer SC 1960 (VL)              |

## Achtelfinale
Mit dem Achtelfinale stiegen auch die oben genannten gesetzten Mannschaften in den Wettbewerb ein. Die Spiele fanden zwischen dem 3. Oktober und dem 16. November 2019 statt.
| Datum                 |                                   | Ergebnis  |                           |
| --------------------- | --------------------------------- | --------- | ------------------------- |
| 03.10.2019, 15:00 Uhr | SpVg Adler 1919 Weidenhausen (VL) | 2:1       | SC Hessen Dreieich (OL)   |
| 03.10.2019, 16:30 Uhr | SG Waldsolms (GL)                 | 5:3       | TuS Dietkirchen (OL)      |
| 09.10.2019, 19:00 Uhr | SG Barockstadt Fulda Lehnerz (OL) | 1:3       | FSV Frankfurt (RL)        |
| 16.10.2019, 19:00 Uhr | FC Eddersheim (OL)                | 2:3       | FC Gießen (RL)            |
| 16.10.2019, 19:30 Uhr | SSC Juno Burg (GL)                | 2:4 n. V. | VfB Ginsheim (OL)         |
| 16.10.2019, 20:00 Uhr | SF Friedrichsdorf (OL)            | 0:5       | TSV Steinbach Haiger (RL) |
| 23.10.2019, 20:00 Uhr | SV Pars Neu-Isenburg (GL)         | 1:2       | TSV Stadtallendorf (OL)   |
| 16.11.2019, 13:30 Uhr | FC Bayern Alzenau (RL)            | 0:1 n. V. | Kickers Offenbach (RL)    |

## Viertelfinale
Für das Viertelfinale waren folgende Begegnungen angesetzt:
| Datum                 |                                   | Ergebnis |                           |
| --------------------- | --------------------------------- | -------- | ------------------------- |
| 13.11.2019, 19:00 Uhr | SpVg Adler 1919 Weidenhausen (VL) | 0:2      | TSV Steinbach Haiger (RL) |
| 13.11.2019, 19:00 Uhr | VfB Ginsheim (OL)                 | 3:4      | TSV Stadtallendorf (OL)   |
| 16.11.2019, 15:00 Uhr | SG Waldsolms (GL)                 | 0:3      | FSV Frankfurt (RL)        |
| 15.12.2019, 13:30 Uhr | FC Gießen (RL)                    | 1:0      | Kickers Offenbach (RL)    |

## Halbfinale
Für das Halbfinale waren folgende Begegnungen angesetzt:
| Datum                 |                         | Ergebnis |                           |
| --------------------- | ----------------------- | -------- | ------------------------- |
| 11.03.2020, 19:00 Uhr | TSV Stadtallendorf (OL) | 0:2      | FSV Frankfurt (RL)        |
| 15.08.2020, 15:30 Uhr | FC Gießen (RL)          | 1:2      | TSV Steinbach Haiger (RL) |

## Finale
| FSV Frankfurt                                                      | FSV Frankfurt | TSV Steinbach Haiger | TSV Steinbach Haiger |
| ------------------------------------------------------------------ | --- | --- | -------------------- |
| FSV Frankfurt                                                      | \| 22. August 2020 um 16:45 Uhr in Frankfurt am Main (PSD Bank Arena) \| \| Ergebnis: 0:1 (0:1) \| \| Zuschauer: 250 \| \| Spielbericht \| | \| 22. August 2020 um 16:45 Uhr in Frankfurt am Main (PSD Bank Arena) \| \| Ergebnis: 0:1 (0:1) \| \| Zuschauer: 250 \| \| Spielbericht \| | TSV Steinbach Haiger |
| FSV Frankfurt                                                      | Kenan Mujezinović (74. Daniel Endres) – Robin Williams, Dominik Nothnagel, Jesse Sierck, Denis Mangafic – Luca Bazzoli, Ahmed Azaouagh, Steffen Straub (70. Mischa Häuser), Ihab Darwiche – Jake Hirst, Muhamed Alawie (67. Arif Güçlü) Cheftrainer: Thomas Brendel | Raphael Koczor – Tino Bradara, Benjamin Kirchhoff, Michael Schüler, Saša Strujić – Johannes Bender (79. Dino Bišanović), Sören Eismann, Kevin Lahn (70. Serhat İlhan), Sascha Marquet – Christian März, Dennis Wegner (81. Fabian Eisele) Cheftrainer: Adrian Alipour | TSV Steinbach Haiger |
| FSV Frankfurt                                                      | 0:1 Eismann (43.) | | TSV Steinbach Haiger |
| FSV Frankfurt                                                      | Bazzoli (45.+2'), Nothnagel (69.) | Eisele (90.) | TSV Steinbach Haiger |
| FSV Frankfurt                                                      | Nothnagel (90.) | | TSV Steinbach Haiger |
| 22. August 2020 um 16:45 Uhr in Frankfurt am Main (PSD Bank Arena) | | |                      |
| Ergebnis: 0:1 (0:1)                                                | | |                      |
| Zuschauer: 250                                                     | | |                      |
| Spielbericht                                                       | | |                      |